# Daihatsu Rocky (2019)
La Daihatsu Rocky (in giapponese: ダイハツ ・ ロッキー, Daihatsu Rokkī) è un'autovettura del tipo Sport Utility Vehicle costruito dalla casa automobilistica giapponese Daihatsu dal 2019. 

## Il contesto
È stata presentata al 46º Salone dell'Automobile di Tokyo il 23 ottobre 2019 come sostituita della Terios/Be‣go, con le vendite nel mercato giapponese iniziate il 5 novembre 2019. La Rocky è stata anche ribattezzata e venduta con il marchio Toyota come Toyota Raize (giapponese: ト ヨ タ ・ ラ イ ズ, Toyota Raizu).
Al di fuori del Giappone, la Rocky è prodotta e venduta in Malesia con il marchio Perodua come Perodua Ativa dal febbraio 2021. La Rocky viene anche assemblata e venduta in Indonesia insieme alla Raize a partire dall'aprile 2021 con il 70% di componenti prodotte localmente.